# Thalétas
Thalétas ou Thalès de Crete  (en grec ancien : Θαλήτας ou Θαλῆς) est un musicien et poète de la Grèce antique. Originaire de la cité de Gortyne en Crète, il est actif à la fin du VIIIe siècle av. J.-C. et au début du siècle suivant.